# 제17회 부산국제영화제
제17회 부산국제영화제는 2012년 10월 4일부터 10월 13일까지 개최되었다. 렁록만, 써니 럭 감독의 《콜드 워》로 영화제가 개막되었다.

## 상영작

### 뉴 커런츠
| 제목                    | 영어 제목 | 감독                        | 제작 국가     |
| ----------------------- | --------- | --------------------------- | ------------- |
| 111명의 여인들          |           | 나히드 고바디 비얀 즈만피라 | 이라크        |
| 36                      |           | 나와폰 탐롱라타나릿         | 타이          |
| 유령                    |           | 빈센트 산도발               | 필리핀        |
| 가시꽃                  |           | 이돈구                      | 대한민국      |
| 시네마                  |           | 니틴 카카르                 | 인도          |
| 카얀                    |           | 마리암 나자피               | 레바논 캐나다 |
| 고래마을                |           | 쓰루오카 게이코             | 일본          |
| 17세의 꿈               |           | 수자오렌                    | 타이완        |
| 빛의 손길               |           | 장영치                      | 타이완 홍콩   |
| 누구나 제 명에 죽고싶다 |           | 김승현                      | 대한민국      |

## 심사위원
뉴 커런츠상
- 벨라 타르, 헝가리의 영화 감독 (심사위원장)
- 장마리 귀스타브 르 클레지오, 프랑스의 소설가
- 데이비드 길모어, 캐나다의 작가
- 정우성, 대한민국의 배우
- 가와세 나오미, 일본의 영화 감독

## 시상
- 뉴 커런츠상
- 플래시 포워드상
- 비프메세나상
- 선재상
- 국제영화평론가협회상
- 넷팩상
- KNN관객상
- 시민평론가상
- 부산시네필상
- 한국영화감독조합상
- CGV 무비꼴라주상
- 올해의 아시아 영화인상 - 와카마츠 코지
- 한국영화공로상 - 하야시 카나코